# Nennere

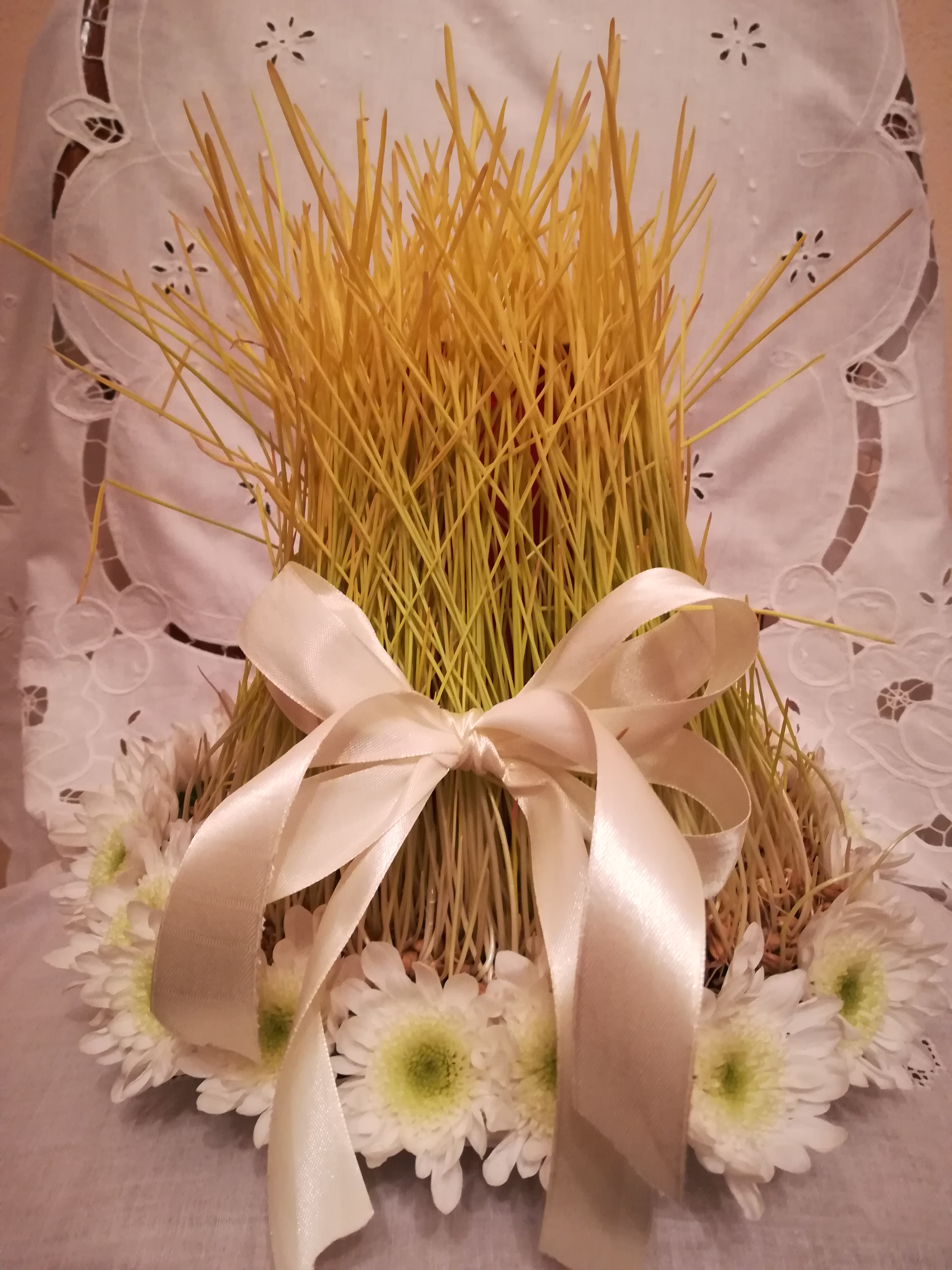
Nennere sardo preparato per il Giovedì santo

Nennere, o nennire, in sardo, è un cespo di germogli di grano o di altro tipo di cereale, fatto crescere per alcune settimane nell'oscurità su un contenitore, un piatto, un vaso di coccio o di vimini, e poi esposto in un luogo pubblico, con addobbi di fiori e nastri, al fine di celebrare determinate feste e ricorrenze. Nella tradizione sarda viene deposto sull'altare delle chiese il giorno di Giovedì santo.
Nel passato veniva preparato anche in occasione delle celebrazioni di San Giovanni Battista in giugno e dell'Assunzione il giorno di Ferragosto.
Su nennere, costituito da germogli cresciuti rigorosamente al buio e poi riportati alla luce, è ritenuto il simbolo della rinascita della natura e della resurrezione di Cristo. È stato anche posto in relazione ai riti pagani dei Giardini di Adone, durante i quali veniva compianta la prematura morte dell'amante umano di Afrodite e festeggiata la sua rinascita.
Come tradizione pasquale questa usanza è presente anche in altre zone d'Italia: nella Sicilia orientale è conosciuta come laureddi, in Basilicata come lavurielli, in Calabria come 'u graniciaddu.

## Preparazione pasquale
Quaranta giorni prima di Pasqua, il mercoledì delle ceneri, è tradizione che le donne piantino in contenitori, piatti di bella fattura, vasi di coccio o di vimini, dei chicchi di grano misti a orzo e semi di avena. I semi vengono sistemati su una base di cotone imbevuto d'acqua, e poi leggermente coperti di terra. Su nennere viene conservato in un luogo buio e asciutto (un tempo i contenitori venivano posti sotto il letto o dentro l'armadio) e innaffiato regolarmente.
I germogli nel corso di alcune settimane diventano degli steli fittamente allineati, dall'altezza di circa venti centimetri, di colore giallo biancastro a causa della privazione della luce.
Il Giovedì santo, quando si celebra l’Ultima cena, su nennere viene portato in chiesa per adornare la cappella in cui viene esposto il corpo di Cristo. L'insieme dei nenneres portati dai fedeli, abbelliti con nastri colorati di seta o raso e, nella tradizione, guarniti di fiori di campo e ramoscelli spinosi di fiori bianchi di pero selvatico, creano intorno al sepolcro l'immagine di piccoli giardini, simbolo della rinascita della vita, legata alla passione, morte e resurrezione di Cristo.

## Celebrazioni diSantu Juanni
Nell'Ottocento dà testimonianza di questa usanza il generale, cartografo e naturalista Alberto Della Marmora, descrivendola nel suo Voyage en Sardaigne. Egli racconta che circa due mesi prima della ricorrenza del 24 giugno, giorno in cui si svolgono i festeggiamenti di San Giovanni Battista, due persone di sesso diverso, generalmente sposate, si sceglievano l'un l'altra come comare e compare. Alla fine di maggio la futura comare seminava del grano in un piccolo vaso creato con la corteccia di sughero, che innaffiato con la massima cura, dopo una ventina di giorni germinava, prendendo il nome di elme o nenneri.
Il giorno della festa, compare e comare, accompagnati da una processione, si dirigevano con il nennere verso una chiesa vicina, dove uno dei due scagliava il vaso contro la porta. A seguire si svolgeva un pranzo collettivo, a base di frittata alle erbe, accompagnato fino a sera da balli e canti in cui i compari e le comari suggellavano l'avvenuto comparatico.
Sempre nella seconda metà dell'Ottocento, una variante di questo rito viene riportata da un altro famoso cartografo e geografo italiano, Attilio Zuccagni-Orlandini, il quale riferisce che in Sardegna vigeva l'uso, alla vigilia del 24 giugno, di inviare un nennere alla persona prescelta dalla fanciulla o dal giovane che intendeva stringere un comparatico, accompagnato da alcuni garofani inseriti nel vaso di germogli fatti crescere in precedenza, il tutto raccolto dentro un fazzoletto bianco. Se chi riceveva su nennere toglieva il fiore, significava che accettava di diventare compare o comare. Un rito simile risulta praticato a Quartu durante la festa di Santu Juanni, fino a prima della seconda guerra mondiale. Il "salto del fuoco" che una coppia di maschi compiva insieme per suggellare il legame di "compare", aveva il corrispettivo femminile nell'offerta del comparatico attraverso su nennere. Se la donna a cui veniva offerto accettava di diventare comare "de froris", doveva restituire il dono, ponendoci sopra un fiore.
Della Marmora riporta anche una particolare celebrazione che si svolgeva a Ozieri, dove alla vigilia del 24 giugno le donne esponevano dalle finestre delle abitazioni dei nenneri rivestiti di stoffa e ornati di nastri colorati, accompagnati da ninnoli, a volte "una specie di bambola vestita da donna" o un simulacro fatto di pasta di farina. Secondo il generale piemontese i nenneri e queste particolari decorazioni, che la chiesa avrebbe ben presto proibito, erano molto simili ai "famosi giardini di Adone" e dovevano a suo parere essere collegati al culto dell’Adone fenicio e dell’Hermes greco.
Anche Attilio Zuccagni Orlandini riporta un rito simile descrivendo le celebrazioni di San Giovanni a Budoni. In questo paese del sassarese il fascio di germogli veniva avvolto in forma di cono e adornato con nastri di seta, anelli e monili, in modo da rappresentare un fantoccio che veniva posto su un tavolo in strada, fra opposte finestre. Intorno vi si radunavano giovinette e ragazzi, che dalla mattina a notte tarda cantavano e ballavano con due sole interruzioni: per il pranzo e per la sepoltura del nennere, in programma alla mattina successiva. Il nennere veniva tolto dal tavolo, portato fuori dal paese dai giovani in processione, e dopo essere stato privato di tutti gli ornamenti, veniva gettato nel letamaio. Seguivano canti e danze, protratti fino all'ora di cena. A presiedere la festa era una fanciulla che provvedeva all'ornamento iniziale del nennere e a regolare le danze; a lei, in quanto regina della festa, era dedicata la maggior parte dei canti. Oltre che a San Giovanni, a Budoni questi festeggiamenti si svolgevano a San Pietro, alla Madonna del Carmine e a Sant'Anna.

## Festa dell'Assunzione
A Samugheo, un comune della provincia di Oristano, fino agli anni cinquanta del Novecento la cerimonia del nennere, celebrata a Ferragosto, il giorno in cui si festeggia l'Assunzione, prendeva la forma di un piccolo matrimonio, seguito dalla rappresentazione della morte di Adone. Nelle settimane precedenti le donne piantavano i semi di cereali, facendoli crescere nell'oscurità. Il giorno dell'Assunzione un corteo composto esclusivamente da ragazze di dieci-dodici anni, come le fanciulle vergini che presiedevano nell'antichità le cerimonie, sfilava in processione per il paese, aperto dalla sposa di su nennere, recante sulla testa il vaso avvolto in stoffe preziose e nastri colorati. La sposa era seguita da due amiche, vestite da cerimonia, che portavano due canne fresche su cui si stagliava un fazzoletto con fiori rossi: nel mito il sangue di Adone morente aveva colorato di rosso dei fiori bianchi, trasformandoli in anemoni. Nei pressi di un precipizio, su nennere, spogliato da ogni ornamento, veniva buttato giù, iscartinadu.
La sposa, con le amiche, ne piangeva la morte intonando questo lamento funebre:
nontesta crocas solu 

ca non ch’est s’amorada 

nennere iscartinadu!
Andada seu a s’ortu 

e a biere a casteddu 

ca est nennere mortu

pranghide fedigheddu
Intrada seo a s’ortu 

a tirare arenada

nennere meu ollu, 

mancau est a s’amorada
e il coro, (ndr, dopo ogni strofa):
Nennere meu,

nennere meu ollu»
stanotte dormi da solo 

che non c’è la tua innamorata

nennere buttato giù!
Sono andata all’orto

a vedere il castello

perché nennere è morto

piangete
Sono entrata nell’orto

a prendere melagrane

Nennere mio perito

è mancato all’innamorata
e il coro, (ndr, dopo ogni strofa):
Nennere mio,

nennere mio perito»
(Dolores Turchi, Le tradizioni popolari della Sardegna, 2016, p. 131)
Ai lamenti seguiva la partecipazione alla messa in chiesa, dove i nenneri venivano deposti sulla statua dell'Assunta, e lì lasciati fino alla definitiva essiccazione. La festa proseguiva con il pranzo collettivo a casa della sposa e si concludeva con balli e canti, a simboleggiare la resurrezione del dio.

## Origini

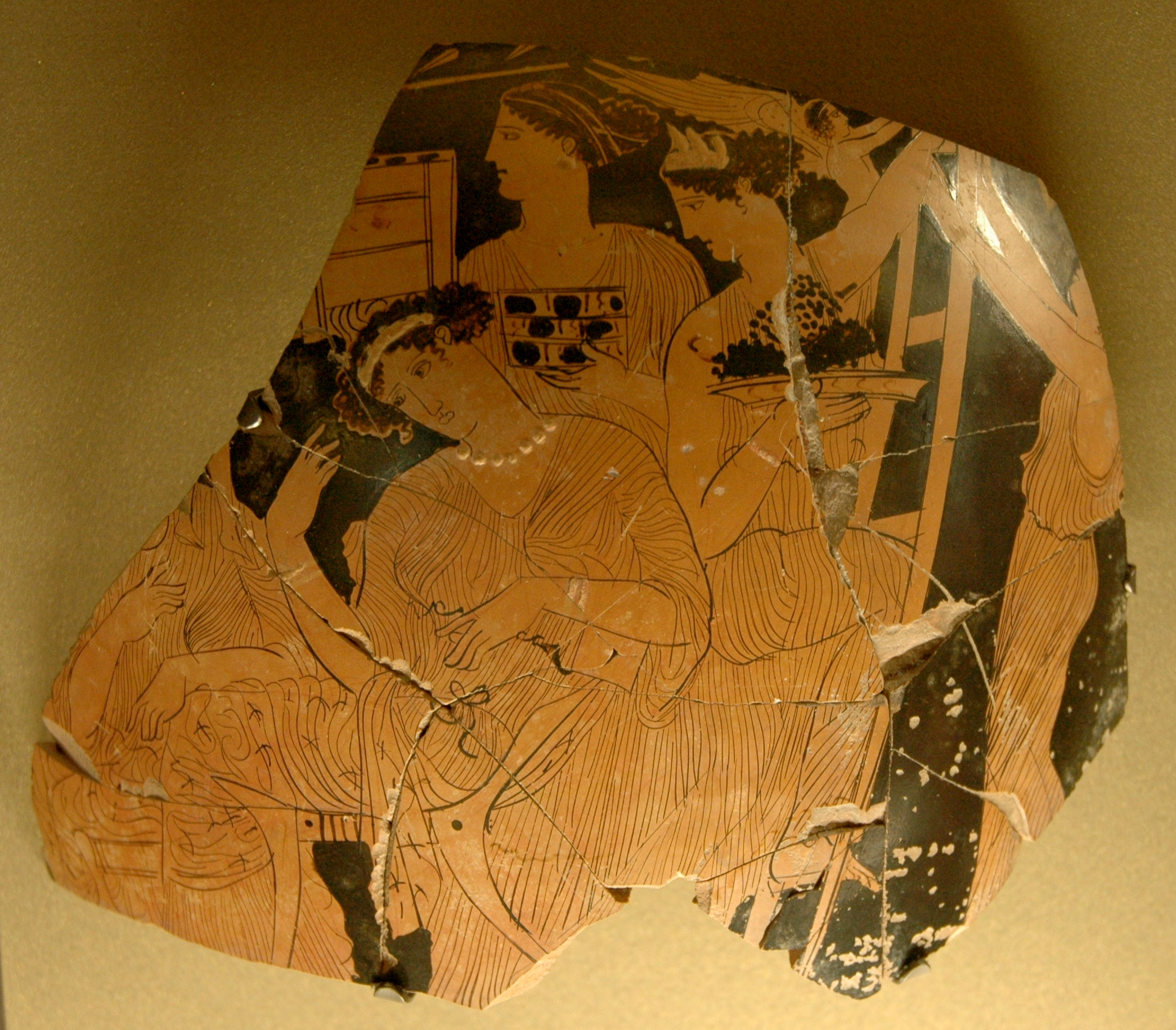
Donne che celebrano la festa di Adone. Frammento di un vaso nuziale attico a figure rosse, ca. 430-420.

La tradizione cristiana dei Sepolcri affonda le sue radici nei riti propiziatori pagani, diffusi nel Mediterraneo e in Asia minore. Alcuni studi la collegano alla celebrazione della primavera e al mito di Adone, l'amante mortale di Afrodite, morto prematuramente sul finire dell'estate, ucciso da un animale selvatico. Quando era in vita Adone, conteso da Afrodite e dalla dea Persefone, regina dell'oltretomba e figlia di Demetra, dea dell'agricoltura, dei raccolti e delle messi, fu destinato dalla musa Calliope che intendeva risolvere la controversia fra le due dee, a trascorrere l'anno in posti diversi: quattro mesi, il periodo invernale, negli Inferi con Persefone; altri quattro con Afrodite, e i rimanenti mesi a sua scelta. Per la sua permanenza nell'Ade nei primi mesi dell'anno, seguita dalla riemersione alla luce, in compagnia di Afrodite, il mito di Adone è stato spesso associato al decadimento della natura e al suo successivo risveglio, e al ciclo della morte e della rinascita.
La festa delle Adonie veniva celebrata a Lesbo fin dai tempi di Saffo, nel VII secolo a.C., e si diffuse anche in Siria e Asia minore. Veniva festeggiata dalle donne in due periodi dell'anno: in primavera nell'antica città fenicia di Biblo e ad Atene, dove nei riti esse ricordavano, con canti e lamenti, il dolore per la scomparsa di Adone, e in un secondo momento, ne festeggiavano liete la sua rinascita; nel solstizio d'estate ad Antiochia ed Alessandria, dove si celebrava l'amore tra Afrodite e Adone, e la prematura scomparsa di quest'ultimo, simbolo della gioventù e della bellezza maschile, deponendo sul letto funebre la sua immagine in cera o terracotta addobbata di fiori. In suo onore, nel periodo di luglio, le donne piantavano i "giardini di Adone", mettendo a germogliare in canestri di coccio, argilla o vimini, particolari piante come finocchi, lattuga, o semi di grano e orzo, portate a maturazione sui terrazzi o sui tetti delle case nel corso di otto giorni, a simboleggiare la prematura morte del giovane. Durante questo lasso di tempo, il sole cocente bruciava i teneri germogli e una volta appassite, le piante venivano gettate in mare, l'elemento da cui Afrodite aveva tratto la vita, per consentire la resurrezione di Adone, ricreando il ciclo della nascita e della vita.

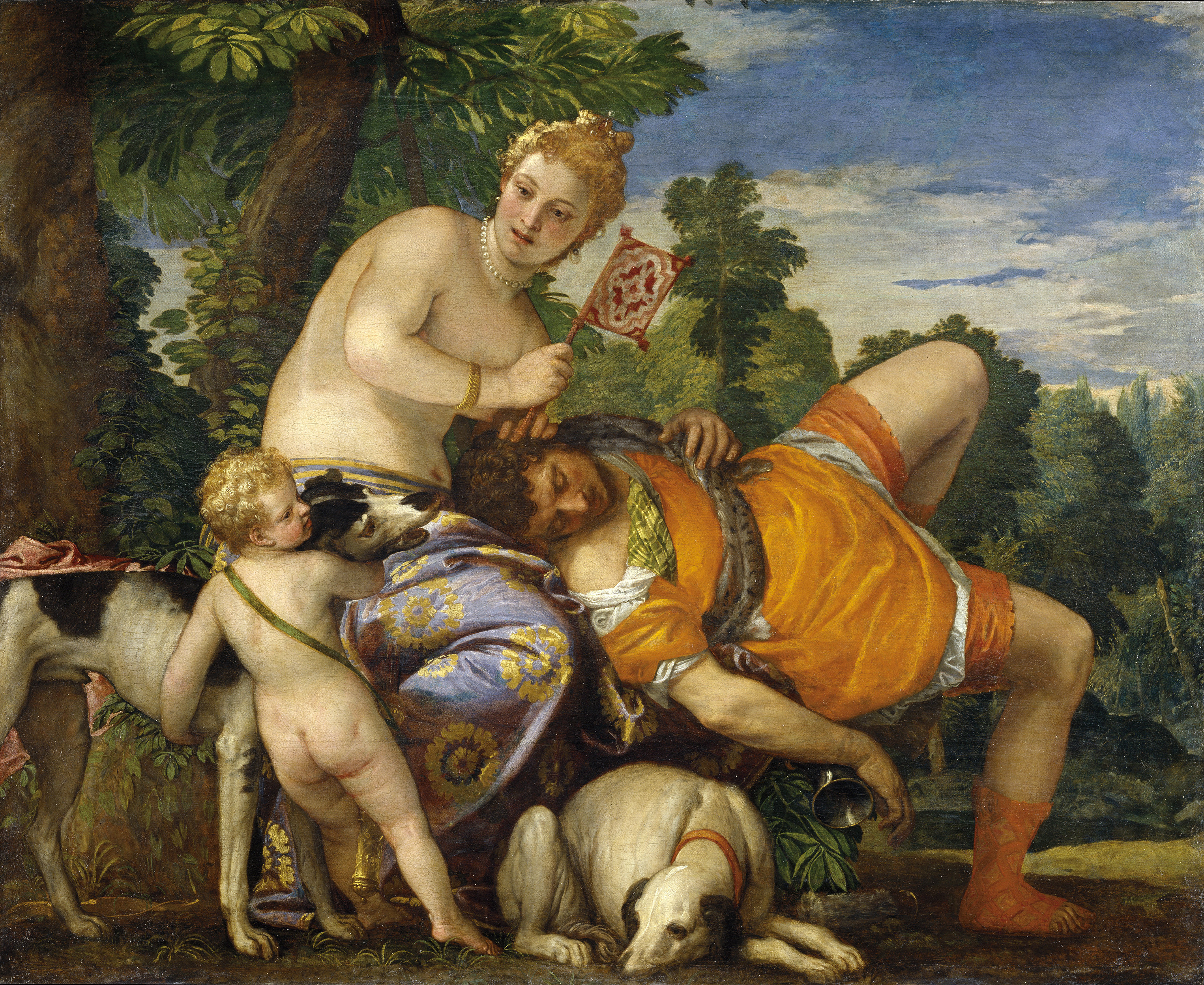
Venere e Adone in un dipinto del Veronese (1562)

Il mito di Adone, e dei Giardini a lui dedicati, sono stati oggetto di differenti interpretazioni. I Giardini di Adone, ad esempio, vengono evocati nel Fedro di Platone, per rappresentare la differenza fra scrittura e l'arte dialettica nella dimensione dell'oralità. La prima è paragonata all'agricoltore che persegue, per gioco o in occasione di feste, la crescita repentina dei germogli in un ambiente artificiale, destinando in questo modo la pianta a rimanere sterile, a non fruttificare (la metafora si rivolge a chi scrive dettato dalla necessità di fissare su carta i suoi interessi immediati); la seconda, ai semi piantati dall'agricoltore che con serietà provvede alla scelta del posto, rispettando i giusti tempi della crescita e della nascita dei frutti (l'arte dialettica "scrive nell'anima i discorsi sulle cose giuste, belle e buone").
L'antropologo scozzese James George Frazer ha visto in Adone l'archetipo del dio che muore e risorge presente in tutte le culture, tesi successivamente contestata da coloro che hanno sostenuto l'impossibilità, per gli dei, di morire e l'inesistenza di tale "resurrezione" a partire dagli scritti greci classici.
Lo storico e antropologo belga Marcel Detienne nel suo Les Jardins d'Adonis: la mythologie des aromates en Grèce, ha messo in discussione l'idea di Adone come simbolo della rigenerazione della natura, evidenziando come le feste in suo onore raffigurassero una divinità seducente, ma effimera, non produttiva. Anche secondo Levi-Strauss i Greci, da Platone a Simplicio, "non cessarono mai di vedere nei giardini di Adone raccolti infruttuosi e fondamentalmente sterili", che anziché rappresentare l'agricoltura, vi si opponevano, "come un tempo breve a molto tempo, un'attività fuori stagione a un'attività stagionale, un lavoro di donne a un lavoro di uomini, un'operazione che si svolge nell'aria a un'operazione che avviene nel terreno: sui tetti, non nei campi." L'associazione dei Giardini di Adone ad una fioritura artificiosa e non duratura, destinata all'appassimento, è rilevabile anche da un detto proverbiale allora in voga nel mondo greco, secondo cui "seminare i giardini di Adone" equivaleva a produrre cose caduche, senza radici e senza durata.